# Amtsgericht Wermelskirchen
Wermelskirchen ist Sitz des Amtsgerichts Wermelskirchen, das für die Stadt Wermelskirchen im nördlichen Rheinisch-Bergischen Kreis zuständig ist. In dem 75 km² großen Gerichtsbezirk leben rund 35.000 Menschen.

## Übergeordnete Gerichte
Das dem Amtsgericht Wermelskirchen übergeordnete Landgericht ist das Landgericht Köln, das wiederum dem Oberlandesgericht Köln untersteht.